# San Francisco Fire Department
Le San Francisco Fire Department (SFFD) est le corps de sapeurs-pompiers de la ville américaine de San Francisco, en Californie.
En 2012, le service opéra 120 536 interventions dont 28 281 pour un incendie. 

## Le SFFD dans la culture populaire
- Le film La Tour infernale de John Guillermin, sorti en 1974, relate l'incendie d'un gratte-ciel et l'intervention des pompiers de San Francisco.

## Images

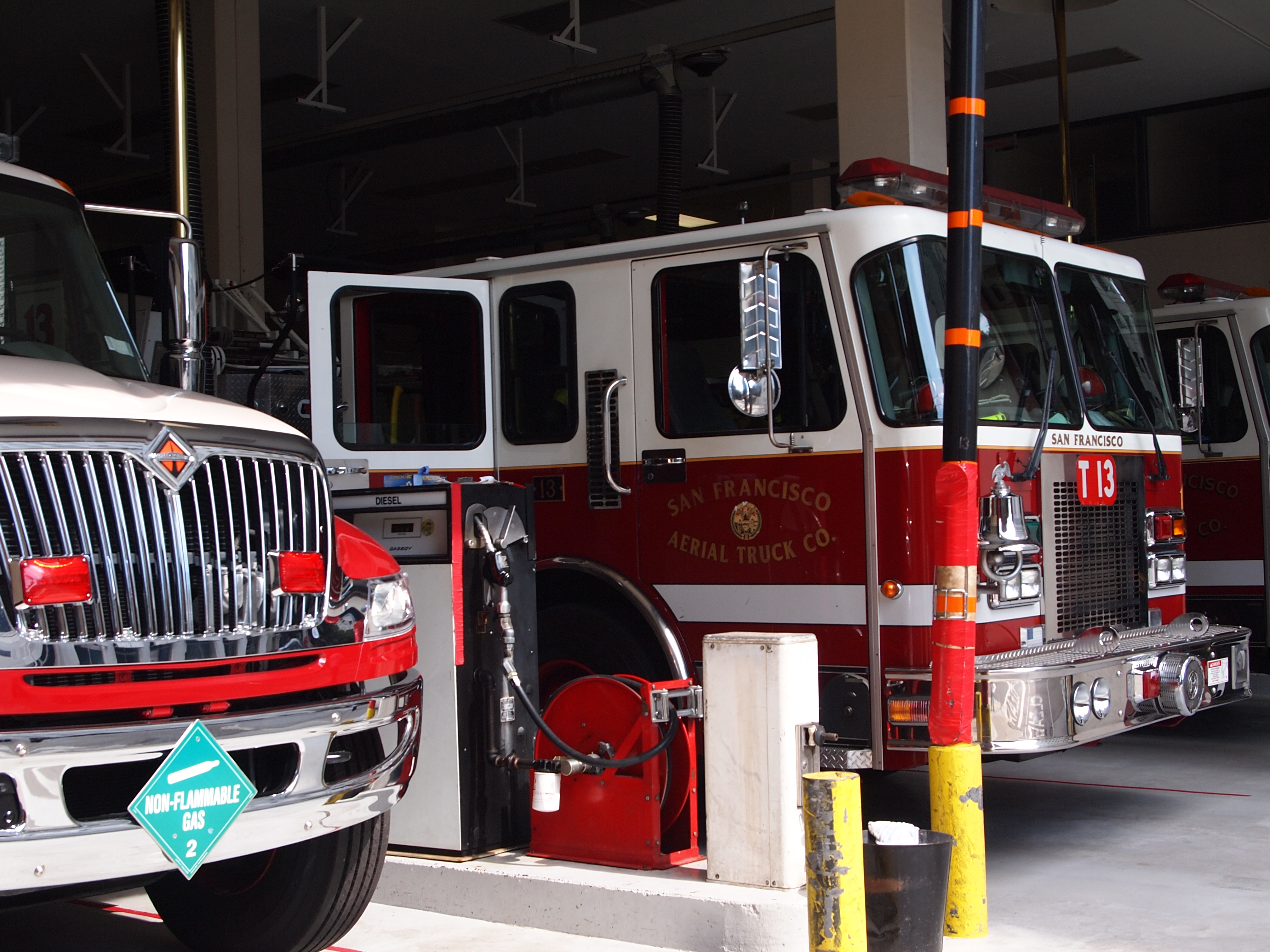
La « Tower ladder 13 » (Auto-échelle pour gratte-ciel n°13) dans sa  caserne, prête au départ.
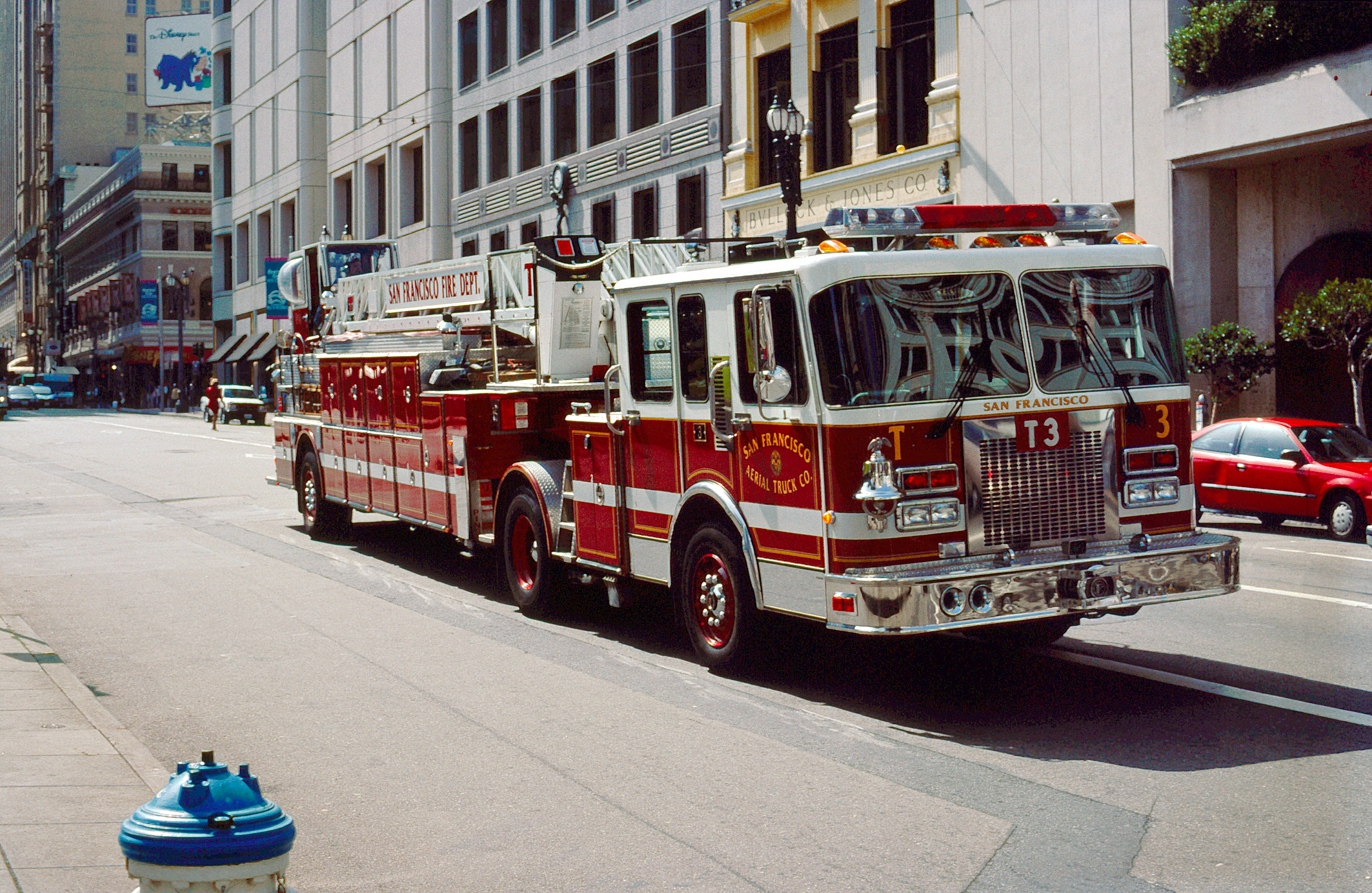
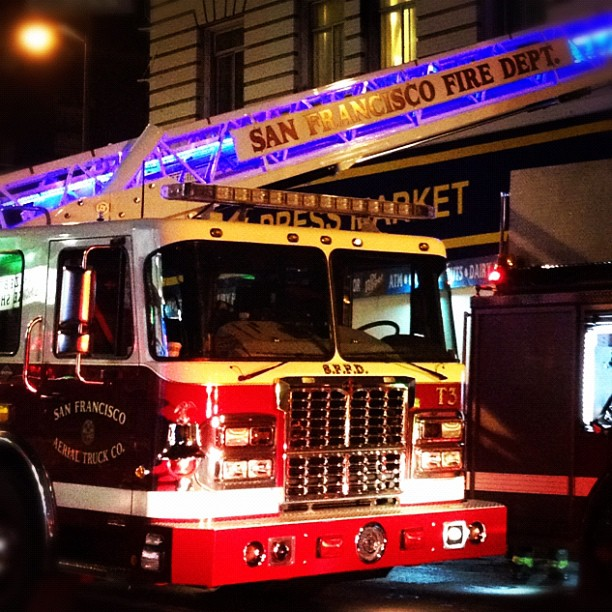
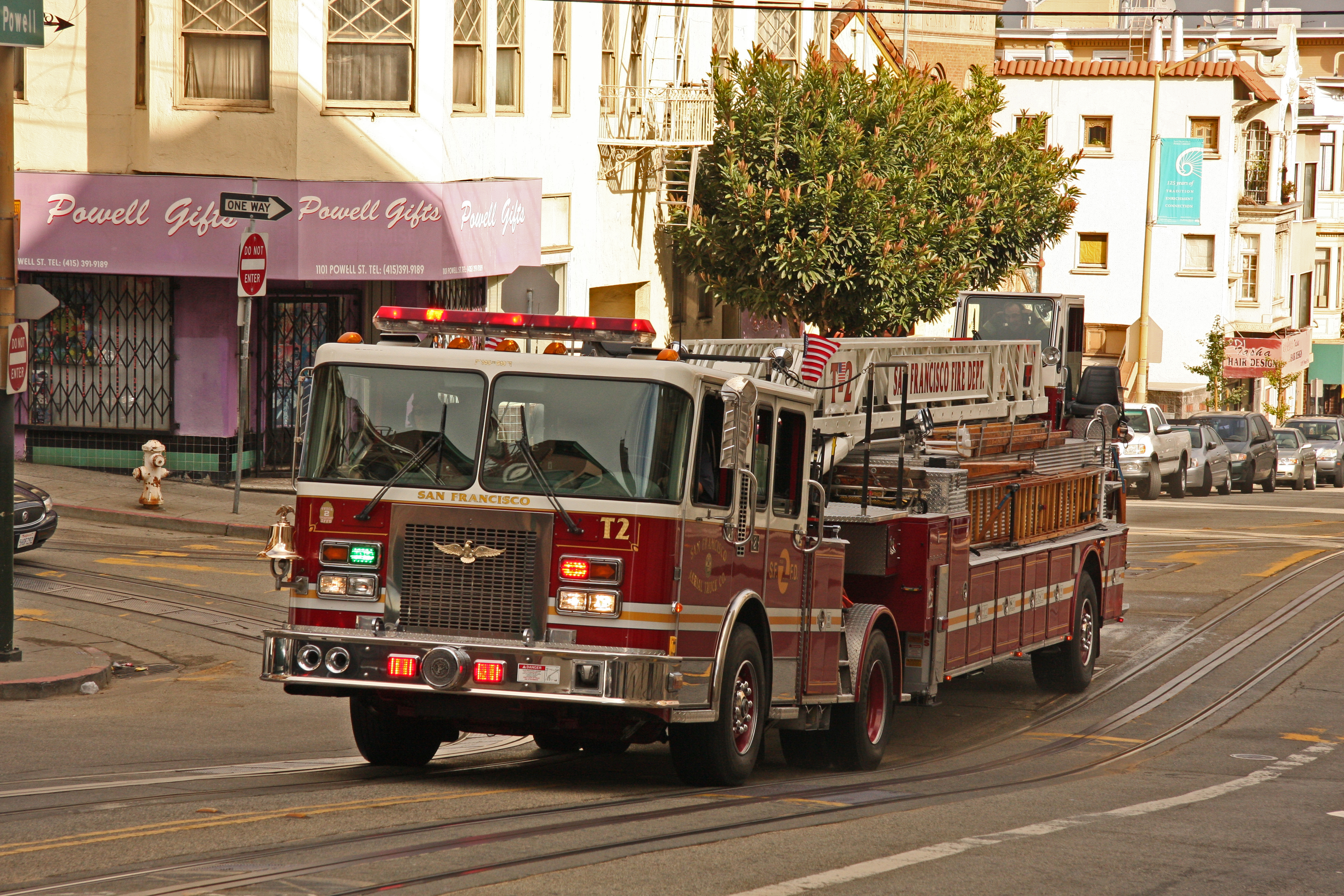